# 조선4·26아동영화촬영소
조선4·26아동영화촬영소(현재 명칭: 조선4·26만화영화촬영소, 영어: The Scientific and Educational Film Studio of Korea or SEK Studio)는 평양직할시 중구역 류성동에 위치한 조선민주주의인민공화국의 그림영화 촬영소이다. 기존의 조선과학교육영화촬영소에서 분리되어 출범하였다. 1996년 4월 26일 김정일이 《문학예술부문에서 명작을 더 많이 창작하자》라는 담화를 발표하여 4월 26일이 촬영소 이름에 붙게 된 계기가 되었다. 1~2천여명 정도 되는 북한의 애니메이터들이 있으며, 11개의 창작단이 존재하는데 그중 9개의 창작단들은 해외 하청을, 나머지 2개의 창작단은 내수용 만화영화들을 제작한다고 한다. 만화영화에 삽입된 노래는 평양률곡녀자고등중학교나 평양률곡중학교(현 평양률곡고급중학교), 평양서창녀자고등중학교의 학생들이 부른 것으로 알려져 있다. 

## 작품 목록
- 다람이와 고슴도치
- 령리한 너구리
- 소년장수
- 통통이가 들려준 이야기
- 교통질서를 잘 지키자요

## 하청 작업
이탈리아의 Mondo TV 사로부터 하청을 받아 작업하기도 한다. 해당하는 작품 중에 미국의 인물 포카혼타스를 다룬 Pocahontas, la principessa degli Indiani d'America와, 사자가 주인공인 Simba: è nato un re(일명 Simba the King Lion; 1994년 미국 영화 《라이온 킹》과 무관함)가 있는데, 이 두 작품때문에 종종 미국의 월트 디즈니 컴퍼니로부터 하청을 받았다는 오해를 사기도 한다. 이 이외로 Mondo TV 사로부터 하청받은 작품으로 《엔젤스 프렌즈》 등이 있다. 일본에서 《은하영웅전설》을 하청받기도 하였다.

## 카툰 네트워크
- 1959 - 우리 윌

## 주요 인물
- 김준옥 (1935년 ~) - 조선4·26아동영화촬영소의 유명 연출가
- 김명희 - 조선4·26아동영화촬영소 작곡가